# I Am the Walrus
I Am the Walrus is een lied van de Beatles, geschreven door John Lennon (alhoewel het zoals gebruikelijk toegeschreven wordt aan Lennon-McCartney), afkomstig uit 1967. Het nummer verscheen op de Magical Mystery Tour-lp en dubbel-ep. Ook verscheen het als B-kant van de nummer #1-single Hello, Goodbye.
Lennon componeerde het avant-garde-achtige nummer door drie andere nummers waar hij aan werkte te combineren en samen te smelten tot één geheel. Lennon beweert inspiratie te hebben geput uit verschillende lsd-trips. Het steeds terugkerende woord walrus refereert aan het gedicht The Walrus and the Carpenter van de Engelse wiskundige, logicus, kinderboekenschrijver en dichter Lewis Carroll.

## Oorsprong en ontwikkeling
Lennon had van een leerlinge van zijn oude basisschool een brief ontvangen waarin stond dat haar leraar Engels zijn leerlingen als opdracht Beatles-teksten liet analyseren. Hij voelde zich hier erg door vereerd en vond het verwonderlijk dat een leraar zoveel tijd en moeite stak in het ontcijferen van zijn teksten, waarop hij voor de grap als reactie een zo onbegrijpelijk mogelijk nummer schreef, vol met nonsenszinnen en wartaal. Het resultaat van dit project was I Am the Walrus.
De ideeën voor de teksten haalde Lennon uit drie nummers waar hij mee bezig was. Het eerste idee was geïnspireerd op een sirene die hij vanuit zijn huis in Weybridge hoorde ("Mister city, p'liceman sitting, pretty little p'licemen in a row"). Het tweede idee kwam uit een kort gedichtje over Lennon die in zijn tuin zit ("Sitting in an English garden, waiting for the sun. If the sun don't come, you get a tan from standing in the English rain"). Het derde idee was afkomstig uit een opsomming van willekeurige zinnen en nonsensuitspraken ("Sitting on a cornflake, waiting for the van to come").
De tekst "Boy you've been a naughty girl, you let your knickers down" was voor BBC reden om het nummer ongeschikt te achten voor uitzending.
Op een dag bracht Lennons goede vriend en voormalig Quarrymen-lid Peter Shotton een bezoek aan hem. Lennon vroeg aan hem of hij zich het schoolpleinliedje wat ze vroeger altijd zongen nog kon herinneren. Shotton herinnerde zich enkele zinnen en zong het voor. Lennon haalde hier een aantal woorden uit om aan de rest van de tekst van I Am the Walrus toe te voegen:
"Yellow matter custard, green slop pie
All mixed together with a dead dog's eye
Slap it on a butty, ten foot thick
Then wash it all down with a cup of cold sick"
Lennon verklaarde veel over het nummer in een interview met Playboy in 1980:
- "The first line was written on one acid trip one weekend. The second line was written on the next acid trip the next weekend, and it was filled in after I met Yoko... I'd seen Allen Ginsberg and some other people who liked Dylan and Jesus going on about Hare Krishna. It was Ginsburg, in particular, I was referring to. The words "Element'ry penguin" meant that it's naive to just go around chanting Hare Krishna or putting all your faith in one idol. In those days I was writing obscurely, a la Dylan."
- "It never dawned on me that Lewis Carroll was commenting on the capitalist system. I never went into that bit about what he really meant, like people are doing with the Beatles' work. Later, I went back and looked at it and realized that the walrus was the bad guy in the story and the carpenter was the good guy. I thought, Oh, shit, I picked the wrong guy. I should have said, 'I am the carpenter.' But that wouldn't have been the same, would it? [Sings, laughing] 'I am the carpenter....'"

Sommigen beweren dat de openingszin "I am he as you are he as you are me and we are all together" een persiflage is op de openingszin "I'm with you and you're with me and we are all together" van Marching to Pretoria een bekend volkslied. Lennon heeft dit zelf altijd ontkend.

## Opname
I Am the Walrus was het allereerste nummer dat werd opgenomen na het overlijden van Brian Epstein, de manager van de Beatles. De door de Beatles zelf opgenomen versie is te beluisteren op het compilatiealbum Anthology 2. Producer George Martin componeerde en dirigeerde enkele arrangementen voor violen, cello's, hoorns en klarinetten, die hij aan de opname van de bandversie toevoegde. Een groot koor deed ook mee aan de opname en zong de teksten "Ho-ho-ho, hee-hee-hee, ha-ha-ha", "oompah, oompah, stick it up your jumper!", "got one, got one, everybody's got one".
Tegen het einde van het nummer wordt een soort crescendo opgebouwd met een groot scala aan verschillende geluiden die zich steeds chaotischer en luider beginnen op te stapelen. Tijdens het mixen (mono) van het nummer werd er live een feed van BBC Radio 3 toegevoegd. Hier werd op dat moment (29 september 1967) een hoorspelversie van Shakespeare's King Lear uitgezonden. Een van de zinnen uit King Lear die tegen het eind van het nummer wordt opgelezen is "Oh, untimely Death!". Iets wat later als bewijs werd gezien in de Paul Is Dead-theorie. Doordat het radiofragment live was toegevoegd tijdens de mono-mix, is het laatste deel van de stereo-mix (gemaakt op 6 november 1967) in mono. Het toevoegen van het fragment kon immers niet worden herhaald.

## Bezetting
- John Lennon - leadzang, elektrische piano, mellotron, tamboerijn
- George Harrison - elektrische gitaar, achtergrondzang
- Paul McCartney - basgitaar, achtergrondzang
- Ringo Starr - drums
- Mike Sammes Singers - achtergrondzang, achtergrondgeluiden

## Ontvangst
De ontvangst van de pers en het publiek was behoorlijk positief.
- "John growls the nonsense (and sometimes suggestive) lyric, backed by a complex scoring incorporating violins and cellos. You need to hear it a few times before you can absorb it." - Derek Johnson
- "Into the world of Alice in Wonderland now and you can almost visualise John crouching on a deserted shore singing "I am the Walrus" to some beautiful strings from far away on the horizon and a whole bagful of Beatle sounds, like a ringing doorbell and someone sawing a plank of wood. A fantastic track which you will need to live with for a while to fully appreciate." - Nick Logan

## Interpretaties
Hoewel Lennon zelf altijd heeft beweerd dat de tekst van het nummer pure onzin is, beweren velen dat delen van het nummer achterliggende gedachten heeft.

### Wie was de Walrus?
In de film Magical Mystery Tour wordt Lennon uitgebeeld als de walrus, terwijl hij het nummer zingt. Op de tracklist van de soundtrack van de film staat onder de zin "I Am the Walrus" echter "No You're Not!" gedrukt. Dit werd in de film gezegd door een klein meisje dat continu alles tegenspreekt wat andere personages zeggen. Lennon komt weer terug op het onderwerp in het nummer Glass Onion. Hierin komt de zin "Here's another clue for you all, the walrus was Paul" voor, waarin hij dus beweert dat niet hijzelf, maar Paul McCartney de walrus was. Tevens zingt hij in zijn solonummer God de zin "I was the walrus, but now I'm John".

### Wie was de Eggman?
Eric Burdon, leadzanger van de rockband The Animals, is door velen aangewezen als "The Eggman". De reden hiervoor was dat Burdon de bijnaam "Eggs" droeg onder zijn vrienden, die hij heeft gekregen omdat hij er altijd veel plezier uit haalde om eieren uit te smeren over naakte vrouwen. Burdon schreef in zijn biografie dat er ooit een dergelijke situatie plaatsvond in het bijzijn van Lennon, die hem toe riep met de woorden "Go on, go get it, Eggman..." In 1991 vernoemde ontwerper Naoto Oshima het personage Dr. Eggman, aartsvijand van Sonic the Hedgehog uit de Sonic the Hedgehog-franchise, naar dit nummer.

## NPO Radio 2 Top 2000
| Nummer met noteringen in de NPO Radio 2 Top 2000 | '99 | '00 | '01 | '02 | '03 | '04 | '05 | '06 | '07 | '08 | '09 | '10 | '11 | '12 | '13 | '14 | '15 | '16 | '17 | '18  | '19  | '20  | '21  | '22  | '23  | '24  |
| ------------------------------------------------ | --- | --- | --- | --- | --- | --- | --- | --- | --- | --- | --- | --- | --- | --- | --- | --- | --- | --- | --- | ---- | ---- | ---- | ---- | ---- | ---- | ---- |
| I Am the Walrus                                  | 423 | 365 | 763 | 579 | 602 | 644 | 634 | 641 | 541 | 592 | 455 | 530 | 601 | 503 | 594 | 718 | 624 | 872 | 993 | 1131 | 1321 | 1535 | 1553 | 1485 | 1597 | 1821 |

1. ↑  Een vetgedrukt getal geeft de hoogste notering aan.